# Acanthocinus spectabilis
Acanthocinus spectabilis är en skalbaggsart som först beskrevs av Leconte 1854.  Acanthocinus spectabilis ingår i släktet Acanthocinus och familjen långhorningar. Inga underarter finns listade i Catalogue of Life.